# (8784) 1977 RQ19
A (8784) 1977 RQ19 a Naprendszer kisbolygóövében található aszteroida. C. M. Olmstead fedezte fel 1977. szeptember 9-én.